# Homburger Turngemeinde 1846
Die Homburger Turngemeinde 1846 e. V., kurz HTG, ist ein Sportverein aus Bad Homburg vor der Höhe.
Der 1846 gegründete Verein ist der älteste und größte Breitensportverein des Hochtaunuskreises.

## Sportarten
Die HTG bietet ein weit gefächertes Angebot an Sportarten in insgesamt 21 Abteilungen, von welchen einige Bundesliga-Mannschaften stellen.
Hierzu zählen neben klassischen Ballsportarten auch eine Abteilung für integrativen Sport in Kooperation mit örtlichen Schulen und öffentlichen Einrichtungen. Angeboten werden im Detail:
- Aikido
- Akrobatik
- Badminton
- Ballschule
- Basketball
- Dance-Kids
- Fechten
- Fitness / Dance
- Gymnastik
- Iaido
- Integrativer Sport
- Judo
- Karate
- Leichtathletik
- Prävention / Wellness
- Rhythmische Sportgymnastik
- Tanzsport
- Tennis
- Turnen
- Volleyball
- Zumba

## Geschichte

### Gründung
Die Anfänge des Vereinsturnens in Homburg fallen in das Jahr 1844. Damals entstand eine Turngesellschaft, die sich abends in dem Garten eines Mitglieds „hauptsächlich mit Turnen“ unterhielt. In Folge des Ablebens dieses Mitglieds stellte die Gesellschaft im selben Jahr ihre Tätigkeit ein.
Ein wirklicher Turnverein mit gewähltem Vorstand und geschriebener Satzung entstand 1846, und zwar wesentlich infolge des besonderen Wohlwollens, dessen sich die Turnerei bei dem Hessen-Homburgischen Landgrafen Philipp, Gouverneur der Bundesfestung Mainz, erfreute. Landgraf Philipp sandte zwei Unteroffiziere der Homburgischen Jäger in die Müllersche Turnanstalt nach Mainz, wo sich dieselben zu Turnlehrern ausbildeten. Nach ihrer Rückkunft führten sie einen regelrechten Turnunterricht beim Homburgischen Militär ein. Einer derselben „Franz Denfeld“ aus Kirdorf gründete mit 23 Gesinnungsgenossen am 1. Mai 1846 die „Homburger Turngemeinde“. Der junge Verein wuchs rasch. Am 18. Juni 1846 wurde er durch die Landgräfliche Regierung bestätigt. Adam Sadtler wurde zum ersten Sprecher gewählt, Säckelwart war Georg Scheller. Zum dritten Feldbergfest am 12. Juni erschien der Verein mit Musik.
„Serenissimus“ hatte gestattet, dass das Musikcorps der Jäger in Turnertracht mit dem Verein auf den Feldberg zog.
Noch im gleichen Jahr übergaben Homburger Jungfrauen dem Verein eine selbstgestickte Fahne (heute noch original im Besitz des Vereins). Die Symbole auf der Fahne sind das Kreuz, das die Turner seit den Befreiungskriegen gegen Napoleon in ihrem Wappen führen. Das Schwert soll die Jugend ermutigen, tapfer zu kämpfen, wenn Feinde das Vaterland bedrohen. Die Fackel soll den Sieg beleuchten. Die Eule ist das Zeichen der Wachsamkeit und die Eiche ist das Sinnbild der Kraft und Stärke.
Am 15. Dezember 1846 verstarb Landgraf Philipp, der nicht nur wesentlichen Anteil an der Gründung des Vereins hatte, sondern auch in allen Fällen als unermüdlicher Ratgeber und Helfer bereitstand.
Danach erfuhr der Verein zwar mancherlei Beschränkung von Seiten der Behörden, entwickelte sich jedoch, getragen von der Gunst der Mitbürger, immer blühender.

### Meilensteine der HTG-Geschichte
Beim vierten Feldbergfest errangen 1847 sechs Mitglieder der Turngemeinde Preise. Im Sommer 1849 fand ein großes Volksfest in Homburg statt. Turnvater Jahn, damals Mitglied der deutschen Nationalversammlung in Frankfurt, erschien zu demselben und hielt eine Ansprache. Landgraf Ferdinand, welcher im vorigen Jahr die Regierungsgeschäfte übernommen hatte, betrachtete die deutschnationale Gesinnung und die, wenn auch friedlichen, Zusammenkünfte der Turner mit größtem Misstrauen. Obschon sich der Verein von der politischen Bewegung jener Zeit fernhielt, wurde er doch Opfer der bald folgenden Reaktion. Dem Verein war die Leitung des sechsten Feldbergfestes vom Hauptausschuss übertragen worden. Die erforderlichen Einladungen waren schon ergangen, als Landgraf Ferdinand, welcher im vorigen Jahr die Herrschaft übernommen hatte, den Homburgern auf das bestimmteste die Teilnahme verbot. Dem Verein wurde am 17. Februar 1852 mitgeteilt: in Gemässheit Reskripts Landgräfliche Landes-Regierung II. Deputation, dass Se. Landgräfliche Durchlaucht Ferdinand sich vermöge höchsten Spezialbefehls veranlasst gesehen, die Auflösung der bestehenden Turnvereine im Landgrafentum, insbesondere des in dieser Stadt, zu verfügen. Die dritte turnerische Vereinigung in Homburg war 1862 der aus politischen Gründen genannte „Jünglingsverein“. Ein Gesuch an die Regierung, den Jünglingsverein, einige Monate nach seiner Gründung in „Turnverein“ umzubenennen, wurde abschlägig beschieden. Am 11. Feldbergfest beteiligte sich 1863 der Verein mit Erfolg.
Bereits am 18. September wurde der Verein behördlich aufgelöst, und zwar wegen eines Zuges, den er bei Gelegenheit des 5. Mainthal-Sängerfestes durch die Stadt unternommen hatte. Der Gründungstag des jetzigen „Homburger Turnvereins“ (heute Homburger Turngemeinde) ist der 1. Juli 1869. Dem Verein wurde 1870 die Fahne der früheren „Homburger Turngemeinde“ übergeben. Georg Schudt wurde zum ersten Sprecher gewählt. Der Verein gründete 1881 eine Fechtabteilung. 32 Mitglieder treten 1888 aus dem Verein aus und gründeten einen neuen Verein: den Turnverein „Vorwärts“. Der Verein feierte 1894 unter allgemeiner Teilnahme der Bürgerschaft den 25. Jahrestag seines Bestehens, und im gleichen Jahr noch wurde ihm durch allerhöchsten Erlass die Rechte einer juristischen Person verliehen.
Der Homburger Turnverein trat 1900 dem neugeschaffenen „Mittelrheinischen Spielverband“ bei, der unter strengster Wahrung der turnerischen Grundsätze eine größtmögliche Förderung der Turn- und Jugendspiele erstrebte. In Homburg wurde besonders das Faustballspiel betrieben. Sie leisteten in dieser Sportart Beachtliches. Viele erste Plätze erkämpften die Homburger Faustballspieler. Als Spielplatz diente dem Verein die Spielwiese hinter dem Luisenbrunnen, welche der Magistrat der Stadt Homburg dem Verein zur Verfügung stellte.

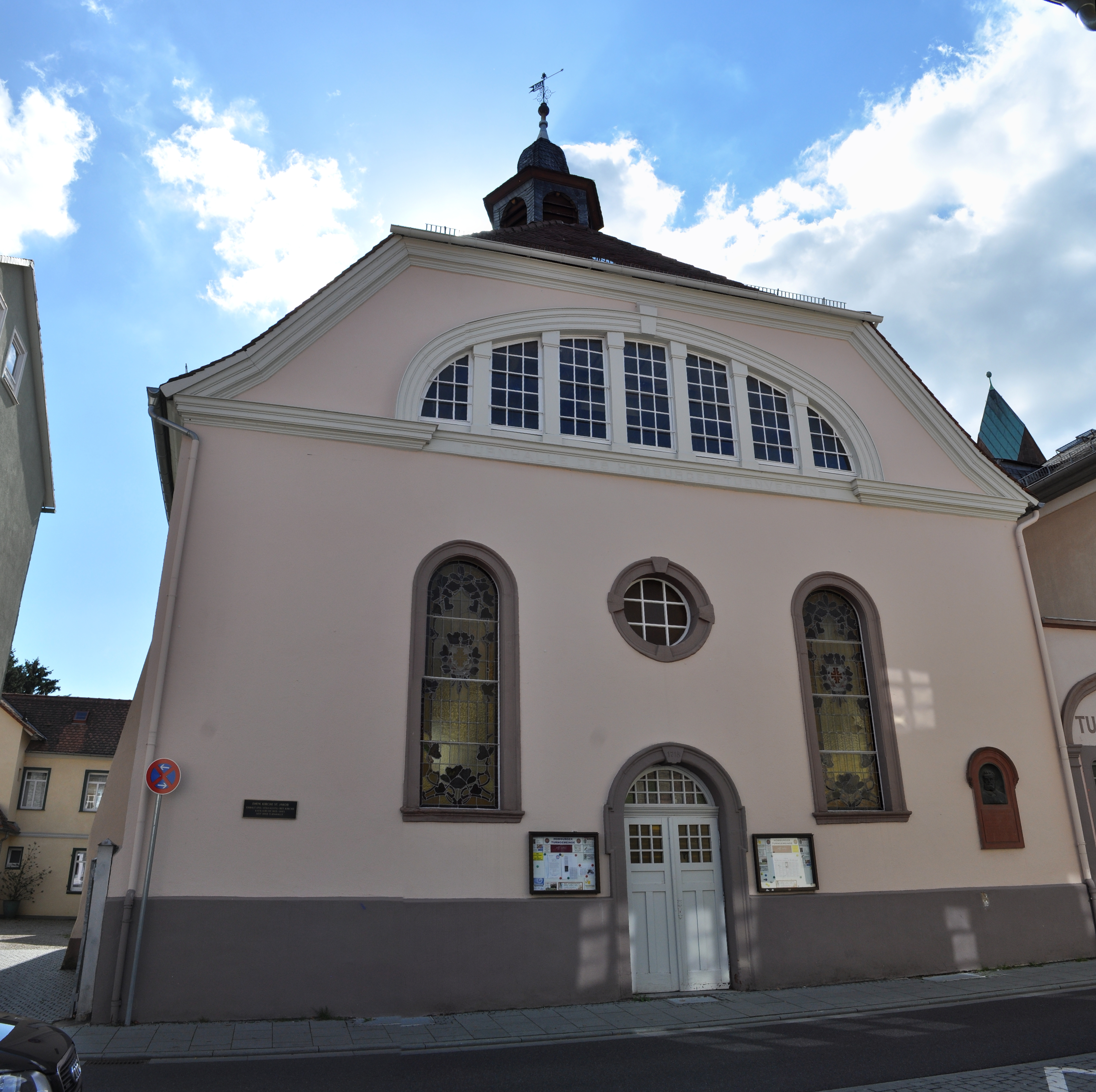
Ehemalige Jakobskirche, von 1905 bis 2012 Turnhalle der HTG in der Dorotheenstraße 5

Der Verein wuchs und wuchs, der schon einige Jahre existierende Turnhallenbaufonds war gut gefüllt, und so konnte man denn auch mit Ernst an die Frage der Hallenbeschaffung herantreten. Die reformierte Kirche in der Dorotheenstraße, welche jahrelang von der katholischen Gemeinde benutzt worden war, stand leer und schien ein geeignetes Heim zu sein. Jahre äußerster Sparsamkeit und die Opferwilligkeit der Mitglieder erlaubten den Kaufpreis von 28.000 Goldmark zu bezahlen. Auch die Schenkung eines Streifens Grund und Boden, angrenzend an die Kirche, erlaubte es dem Verein den erforderlichen Anbau zu machen. 1908 nahm der Verein mit 70 Turnern aktiv an den Wettkämpfen teil und konnte einige gute Plätze erringen. Zwei Jahre später wurde eine Schneeschuhabteilung gegründet.

Gedenkstein für Turnvater Jahn vor dem neuen Sportkomplex der HTG am Niederstedter Weg

Die im damaligen Deutschland übliche Sedanfeier nahm der Verein 1912 zum Anlass, auf eigenem Grundstück dem Turnvater Jahn einen Gedenkstein zu setzen (noch heute gut erhalten). Der Erste Weltkrieg stoppte jäh die weitere Entwicklung der Turnvereine in Deutschland. Schon gleich nach Ausbruch des Krieges mussten viele Mitglieder zu den Soldaten. Viele der älteren Mitglieder kamen nicht aus dem Krieg zurück und so lag die Hoffnung und Verantwortung für die nächsten Jahre in den Händen der Jugend. Die Jahre nach dem Krieg brachten dem Verein einen unerwarteten Zuwachs an Mitgliedern. Spiel und volkstümliches Turnen nahmen überall einen großen Aufschwung. Am 21. Oktober 1922 konnte die lange ersehnte Einweihung des neuen Sportplatzes am Güterbahnhof (heute Frölingstraße) erfolgen. Das Gelände war durch Grundstücksschenkungen und Zukäufe in den privaten Besitz des Vereins gekommen. Die Mitglieder hatten sich vorgenommen, den Platz in Selbsthilfe weiter auszubauen. Geldmittel wurden durch Anteilscheine und Spenden aufgebracht. Die letzten Jahre waren für die Homburger Turner von besonderem Erfolg gekrönt. Ganz besonders taten sie sich auf den verschiedenen Bergfesten hervor. Der Spielbetrieb dehnte sich nach dem Krieg sehr aus. Der Verein hatte eine Fußballabteilung, spielte sehr erfolgreich Faustball, Handball und Trommelball. Der Verein erhielt 1926 eine eigene Zeitung.
In der Hauptversammlung am 22. September 1929 wurde nach längerer Aussprache beschlossen die bisher selbstständige Turnerinnenabteilung aufzulösen und die Frauen und Turnerinnen als ordentliche Mitglieder mit allen Rechten, dem Verein anzugliedern. Es wurden zwei Sprecherinnen gewählt, die von nun an dem Hauptvorstand angehörten. Es begannen schwere Jahre für die liberal aufgebauten Turnvereine, wie der Homburger Turnverein. Die Vereinsführung wechselte ständig. Es wollte niemand den Verein unter den veränderten Bedingungen führen. Schließlich fand man F. Kofler, einen Mann der Turnerei stärker verbunden als der Politik, der den Verein bis 1945 führte. Alle Turn- und Sportvereine wurden in dem großen Nationalsozialistischen Reichsbund für Leibesübungen zusammengeschlossen (NSRL). Die beiden Homburger Vereine schlossen sich 1934 zusammen und nannten sich von diesem Tag an wieder „Homburger Turngemeinde“. Der NSRL erstellte 1938 für alle Vereine in Deutschland eine Einheitssatzung. Der 1. Vorsitzende musste sich nach dem Führerprinzip der NSDAP nun „Vereinsführer“ nennen. Der Arierparagraph wurde eingeführt. Ab 1940 konnte der Vereinsführer nicht mehr von den Mitgliedern gewählt werden. Er wurde durch den Sportkreisführer „bestellt“. Trotz all dieser Schwierigkeiten versuchte die Homburger Turngemeinde noch immer ein einigermaßen erfolgreiches „Eigenleben“ zu führen, nicht zuletzt dank ihrer eigenen Sportstätten. Die Turnhalle in der Dorotheenstraße wurde 1942 von Brandbomben getroffen. Ein größerer Schaden konnte durch zufällig anwesende Mitglieder verhindert werden. Da es unter den Nationalsozialisten in Deutschland keine selbständigen Vereine gab und besonders der Sport total politisiert war, verfügten die Besatzungsmächte 1945 die Auflösung aller Vereine. Die HTG allerdings bestand einfach illegal weiter und hatte nach der offiziellen Neugründung 1947 schon wieder einige wertvolle sportliche Erfolge zu verzeichnen. So z. B. beim Kreisturnfest 1946 in Homburg.
Erst 1954 kam der langersehnte Bescheid, dass die Halle, neun Jahre nach Kriegsende, dem Verein wieder übergeben wurde. Bislang hatten amerikanische Soldaten dort Sport getrieben. Die Mitgliederzahlen sind 200+ von rund 3000 auf ca. 3250 gestiegen. 160 Jahre HTG wurden anlässlich des Richtfestes des neuen Sportparks gefeiert. Ebenfalls wurde das 30-jährige Bestehen der Tanzsport-Abteilung gefeiert. Der Feri-Sportpark im Niederstedter Weg wurde 2007 eröffnet.

## Die HTG Heute
Als Verein der Stadt Bad Homburg engagiert sich die HTG auf vielerlei Feldern. So bietet sie zum Beispiel eine „sportliche“ Nachmittagsbetreuung mit den Bad Homburger Gymnasien, sowie Sport für Menschen mit Behinderung in Kooperation mit der Lebenshilfe Bad Homburg. Im Laufe der vergangenen Jahre wurde die HTG mehrfach für ihre Arbeit ausgezeichnet und von verschiedenen Verbänden zertifiziert.
- Seit 2012 ist die Judoabteilung im Deutschen Judo-Bund (DJB) zertifiziert und ausgezeichnet.
- Ausgezeichnet vom Deutschen Turner-Bund für besondere Gesundheitssport-Angebote, welche feste Qualitätskriterien erfüllen.
- Empfohlener Verein durch den DOSB

### Integrativer Sport
In einer eigens gegründeten I-Sport-Abteilung werden Kinder, Jugendliche und Erwachsene mit Handicap sportlich gefördert.
Spezifische Übungsangebote unter Berücksichtigung der Entwicklungsbesonderheiten der Teilnehmer sind die Grundlage des Angebotes. Unterstützt werden alle Trainer von Betreuern der Lebenshilfe Bad Homburg.
Angeboten werden Trainingsstunden in I-Judo sowie I-Ballsport, die wiederum alle gängigen Ballsportarten wie Fußball, Handball und Basketball abdeckt.

### DenkSport
Das Konzept DenkSport bietet Eltern eine Nachmittagsbetreuung für Kinder im Verein.
Nach der Schule wird eine ausgewogene Mahlzeit nebst elektrolythaltiger Getränke, auch für die nachfolgend Hausaufgabenzeit und die Sportstunde, angeboten. Im Rahmen des DenkSport werden im zweiwöchigen Rhythmus unterschiedlichste sportliche Aktivitäten angeboten.

## Erfolge
In vielen Abteilungen betreibt die HTG erfolgreich einen Ligabetrieb und Wettkampfsport. Dabei wurden unter anderem Erfolge bei deutschen Meisterschaften sowie Europa- und Weltmeisterschaften errungen.

### Judo
Die Judoabteilung des Vereins kämpft heute in der 2. Bundesliga, sowie in der Regional- und Oberliga. Einzelne Judoka wurden und werden in den deutschen Nationalkader berufen.
- Die HTG stellte in der Vergangenheit zahlreiche Deutsche Meister (Auszug ab 1980) ihrer Klassen in den Jahren 1980, 1985, 2003, 2007, 2011, 2013 und 2015
- Auch bei Europa- und Weltmeisterschaften konnten bereits etliche Medaillen errungen werden.

### Basketball
Die sechste WNBL-Saison seit Gründung im Jahr 2009 ist 2015 eröffnet worden. Seit Anbeginn mit dabei ist die Spielgemeinschaft der Rhein-Main Baskets.
Auch von der HTG Bad Homburg sind – als Ergebnis der guten Jugendarbeit der vergangenen Jahre – 6 Spielerinnen im Kader der Nachwuchsbundesligamannschaft.

## Sportstätten
Im Jahr 2007 eröffnete auf dem Gelände der Tennisanlage der HTG der neue Feri-Sportpark, um mittelfristig den Anforderungen an die Mitgliederzahl des Vereins gerecht zu werden und damit die alte Jakobskirche in der Stadtmitte zu entlasten. So wurde ebenfalls erreicht, dass sich ein Großteil des Vereinslebens zentral in, dem Verein gehörenden, Räumlichkeiten abspielt. Dies bietet gegenüber einer Nutzung städtischer Einrichtungen, verstreut über ganz Bad Homburg, einen erheblichen Organisations- und Komfortvorteil für Verantwortliche und Mitglieder.
Das errichtete Gebäude bietet im Erdgeschoss eine Einfeldhalle, sowie passende Umkleideräume und sanitäre Anlagen. Im 1. Obergeschoss befinden sich das Kampfsport-Dojo mit einer Besuchergalerie sowie Tagungs- und Seminarräume.
Das italienische Restaurant, ebenfalls im Erdgeschoss gelegen, wird von einem externen Unternehmer betrieben.
Schon kurz nach Eröffnung des Sportparks wurde mit der Planung eines wesentlich größeren Anbaus begonnen. Der Feri-Sportpark 2 getaufte Bau konnte 2014 ohne größere Verzögerungen eröffnet werden.
Das neue Gebäude wurde unmittelbar an den Bestandsbau angebaut, bietet jedoch wesentlich mehr Räumlichkeiten. Eine neue große Zweifeldhalle befindet sich im 1. Obergeschoss, sodass alle weiteren Einrichtungen wie Geschäftsstelle, Fitness- und Wellnessräume und die beiden Tanzsäle kinderwagen- und behindertenfreundlich ebenerdig erreichbar sind.
Gleichzeitig wurden mehrere Rasen-Tennisplätze und ein weiterer Sand-Tennisplatz eröffnet.
Den neuen Einrichtungen gerecht, befindet sich vor dem Gebäude ein großer Parkplatz.
Bereits länger vorhanden waren die Tennisanlage mit acht Sandplätzen, sowie mehrere Beachvolleyballfelder.
Mit den nun modernen Einrichtungen konnte die Jakobskirche verkauft werden. Neben dem Beitrag zur Finanzierung des neuen Feri-Sportparks 2, bedeutet dies in Zukunft auch eine erhebliche finanzielle Entlastung des Vereins, da das Gebäude unter Denkmalschutz steht, was an viele Pflichten und Auflagen gebunden ist.
Für Mitglieder bedeutete dies ebenfalls einen Vorteil, da die Lage in der Altstadt Bad Homburgs die Parksituation erheblich erschwerte.